# Coupe de Tunisie de football (FFF)
 (janvier 2015).
La coupe de Tunisie de football est une compétition de football créée en 1922 et disparue en 1955 pour laisser place à la nouvelle coupe de Tunisie. Il s'agit d'une compétition disputée dans toute la Tunisie. Le club le plus titré est le Club sportif de Hammam Lif qui totalise sept titres consécutifs.
Le palmarès de cette compétition d'avant l'indépendance du pays est reconnu par la Fédération tunisienne de football, tout comme notamment les compétitions de la Ligue de Tunisie.

## Histoire
La Coupe de Tunisie est instaurée en 1922. Sa première édition enregistre l'engagement de 18 clubs, ce qui nécessite l'organisation d'un tour préliminaire pour quatre clubs tirés au sort avant les huitièmes de finale. La première finale est disputée le 27 mai 1923 : elle oppose l'Avant-garde de Tunis au Racing Club de Tunis et se solde par la victoire du premier club sur le score de 1-0.
La deuxième finale est disputée le 30 mars 1924 et nécessite le recours aux prolongations au cours desquelles le Racing Club de Tunis bat le Sporting Club de Ferryville (2-1). La Dépêche tunisienne du lendemain relate le match et indique les formations dont celle des vainqueurs est la suivante : André Léchenault - Roubeaud[Qui ?], Robert[Qui ?] - Mustapha Zmerli, Gasc[Qui ?], Chambonnet[Qui ?] - Kleber Fest, Marcel Bonnet, Raby[Qui ?], Bruno[Qui ?] et Roland[Qui ?].
La troisième finale a lieu au vélodrome du Belvédère le 29 mars 1925. Le Stade gaulois l'emporte sur le Racing Club de Tunis (2-0) sur des buts de H. Saunot[Qui ?] et Grisoni[Qui ?]. Les lauréats sont Martini[Qui ?] - Paul Garriga, Calaman[Qui ?] - Couty[Qui ?], Olivieri[Qui ?], Torrent[Qui ?] - Bonicci[Qui ?], Grisoni, Olivieri II[Qui ?], Saunot et Relinger[Qui ?]. Dans les rangs des vaincus figure Mustapha Zmerli, décrit par La Dépêche tunisienne comme un « demi puissant et fin, excellent en défense et qui soutient et sert bien l'attaque ».
La quatrième coupe est disputée le 14 mars 1926 au vélodrome du Belvédère. Le Sporting Club de Tunis bat le Football Club de Bizerte (2-1) buts de Ingarao[Qui ?] aux 38e et 55e minutes et de Granier[Qui ?] à la 8e minute. Le trio arbitral est composé de D. Huc[Qui ?], Borgel[Qui ?] et Fellous[Qui ?]. Les vainqueurs sont Raoul Chaisaz - G. Companella[Qui ?], Félix Thomas - Armand Nataf, Bonan[Qui ?], Madar[Qui ?] - Paolo[Qui ?], Scemama[Qui ?], Ingarao, Nurri[Qui ?] et Pietrangeli[Qui ?].
La cinquième coupe revient au Stade gaulois qui, le 13 février 1927, bat le Sporting Club de Tunis (2-0) sur des buts de Luccioni[Qui ?] et Olivieri. Les vainqueurs sont Richard[Qui ?] - Magnan[Qui ?], Poli[Qui ?] - Torrent[Qui ?], Olivieri, Couty - Relinger[Qui ?], Faletti[Qui ?], Theault[Qui ?], Luccioni[Qui ?] et Pozzi[Qui ?].
Après une interruption de deux saisons, la coupe reprend avec la sixième édition remportée le 24 mai 1930, au stade Smadja, par l'Union sportive tunisienne (UST) qui bat le Sporting Club de Tunis (2-1) sur des buts de Roubaud[Qui ?] et Azoulay[Qui ?] pour l'UST et Ali Ben Saïd pour le Sporting. Le trio arbitral tunisien est composé de Raïes[Qui ?], Abdelhamid Bellamine et Belhassen Ben Chedly. Les vainqueurs sont Victor Krief - Gaston Haddad, Madar[Qui ?] - Edmond Zerbib, Garcia[Qui ?], Bonan[Qui ?] - Guez[Qui ?], Azoulay, Sitbon[Qui ?], Roubaud et Paul Bloch.
La septième édition de la coupe de Tunisie est disputée en 1931 sosu forme d'une finale à trois clubs : l'UST, Métlaoui Sports et l'Union sportive de Béja. Métlaoui gagne le premier match contre Béja (2-0) sur des buts de Chastanet[Qui ?] et Vaccarezzi[Qui ?], mais perd le second contre l'UST (1-3) sur des buts de Chastanet pour Métlaoui et Angel Darmon, Edmond Zerbib et Azoulay pour l'UST. Le troisième match est arrêté alors que l'UST mène 1-0 contre Béja, ce qui lui permet de remporter la coupe avec l'équipe formée de Victor Krief - Gaston Haddad, Édouard Fitoussi - Edmond Zerbib, Angel Darmon, Albert Benmussa - Maurice Lévy, René Pariente, Sanichez[Qui ?], Azoulay et Paul Bloch.
La huitième coupe est remportée en 1932 par le Racing Club de Tunis contre le Sporting Club de Tunis en deux manches (1-1 et 5-0). La neuvième coupe disputée le 7 mai 1933 est remportée par l'UST qui bat le Stade gaulois (2-1) après prolongations et sur des buts de Maurice Castro et Jacques Sitbon (alias Kiki Lakhal) pour l'UST et de Damiani[Qui ?] pour le Stade gaulois. Les vainqueurs sont André Tuil - Ganouna[Qui ?], Édouard Fitoussi - Edmond Zerbib, Angel Darmon, Albert Benmussa - Maurice Lévy, Maurice Castro, Jacques Sitbon, Azoulay et René Pariente. La coupe reste chez l'UST lors de la dixième édition, à l'issue de deux matchs disputés les 17 et 23 juin 1934 contre la Vaillante-Sporting Club de Ferryville (1-1 sur des buts de Azoulay et Garnung[Qui ?] puis 2-1 sur des buts de Jacques Sitbon et Sfez[Qui ?] pour l'UST et Rusciolelli[Qui ?] pour Ferryville. Les vainqueurs sont André Tuil - Gaston Haddad, Ganouna[Qui ?] (puis Charles Scemama pour le second match) - Edmond Zerbib, Angel Darmon, Albert Benmussa - Maurice Lévy, Azoulay, Jacques Sitbon, Castro et Sfez[Qui ?]. L'UST remporte une troisième coupe consécutive avec la onzième édition en 1935, battant le Sporting Club de Tunis (3-0) grâce à Castro, auteur des trois buts ; les vainqueurs sont André Tuil - Ganouna[Qui ?], Édouard Fitoussi - Raymond Temim, Angel Darmon, Albert Benmussa - Victor Assous, Giami[Qui ?], René Pariente, Castro et Henri Bismuth.
En 1936, l'équipe de l'Italia de Tunis s'octroie la douzième coupe aux dépens de la Jeunesse de Hammam Lif (1-0) sur un but d'Aldo Medina. Les vainqueurs, portant une tenue entièrement noire, sont Messina[Qui ?] - Canino[Qui ?], Rappo[Qui ?] - V. Medina[Qui ?], Di Maggio[Qui ?], Cali[Qui ?] - D'Antone[Qui ?], Aldo Medina, Savalli[Qui ?], Platania[Qui ?] de De Martino[Qui ?].
La coupe de 1937 augure d'un changement radical dans le paysage footballistique tunisien : l'Espérance sportive (ES) et l'Étoile sportive du Sahel jouent un rôle de premier plan, la première en parvenant en finale et la seconde en demi-finale. Même le Stade gaulois, vainqueur de la coupe, compte dans ses rangs plusieurs joueurs autochtones. La passion est à son comble dès les demi-finales qui permettent à l'ES de se qualifier facilement en finale en battant l'Union sportive radésienne (2-0) sur un doublé de Mghirbi[Qui ?]), alors que le Stade gaulois écarte l'ESS (3-1) sur deux buts de Damiani et un but de Maurice Lévy contre un but de Slaïem Belhaj Ali. La finale, jouée le 9 mai 1937, est perçue comme un évènement nationaliste : l'arbitre en accordant un penalty au Stade gaulois déchaîne la fureur du public espérantiste mais Ezzedine Berbeche le râte, avant que son coéquipier Marius Lignières ne marque l'unique but à la 32e minute. L'équipe victorieuse est composée d'Ali Ben Saïd - Ezzedine Berbeche, Jean Lignières - Najjar[Qui ?], Negroni[Qui ?], Cohen[Qui ?] - Marius Lignières, Maurice Levy, Damiani, Ouardi Berbeche et Larbi Ben Hassine (alias Larbi Bardo) alors que la formation espérantiste est constituée de Laâroussi Tsouri - Abdessemad[Qui ?], Mohamed Mouldi (alias Mouldi Nanna) - Derouiche[Qui ?], Mohamed Dougaz, Othman Bhaïer - Hechmi Cherif, Kacem Ben Saïd, Mabrouk Meskine, Salah Skikha (alias Mahjoub) et Hamadi Mghirbi.
La quatorzième coupe, disputée le 8 mai 1938, réunit les deux équipes pionnières du football en Tunisie : le Racing Club et le Sporting Club de Tunis. Après une première édition terminée sur un score nul (0-0), le Sporting gagne la compétition (2-0) sur des buts de Barsotti[Qui ?] et Miceli[Qui ?]. Il présente alors la formation suivante : Grammatico[Qui ?] - Dara[Qui ?], Brandoline[Qui ?] - Hababou[Qui ?], Nicosia[Qui ?], Agnèse[Qui ?] - Buignes[Qui ?], Barsotti[Qui ?], Chiarenza[Qui ?], Miceli et Antonucci[Qui ?].
En 1939, les équipes nationalistes occupent le devant de la scène : l'ES et l'ESS disputent la finale alors que le Club africain, éliminé en demi-finale après deux matchs par l'ES, gagne la coupe de consolation contre l'autre demi-finaliste, l'Étoile sportive ouvrière de Ferryville (1-0) sur un but de Hédi Ben Ammar. Quant à la finale, elle est remportée facilement par l'ES (4-1) sur des buts de Mabrouk Meskine (11e et 70e minutes), Kacem Ben Saïd (16e) et Hamadi Ayari (84e) pour l'ES et de Jemaï[Qui ?] (43e) pour l'ESS. Les vainqueurs sont Laâroussi Tsouri - Mohamed Mouldi, Mohamed Larbi Anniba - Mohamed Dougaz, Rachid Turki, Kacem Ben Saïd - Hechmi Cherif, Moncef Zouhir, Mabrouk Meskine, Najjar et Hamadi Ayari ; les vaincus sont Belaâjouza[Qui ?] - Jelloul Bouali, Tijani Karaborni - Mannoubi[Qui ?], Ali Zmantar, Tijani Ben Youssef - Mohamed Aïssa, Mohamed Toumi, Jemaï, Rachid Sehili et Mohamed Dridi. Quant au Club africain, lauréat de la coupe de la consolation, il présente la formation suivante : Youssef Lassoued - Abdesselem Ben Ismaïl (alias Lagraâ), Hédi Saheb Ettabaâ - Khémaïes Ben Ismaïl, Hassen Akacha, Ben Houidi[Qui ?] - Hédi Ben Ammar, Alioua Trabelsi, Hattab Charrad, Mohsen Haddad et Ezzedine Bouabsa.
Profitant du léger intermède de la Seconde Guerre mondiale, la Ligue de Tunisie fait disputer la seizième coupe de Tunisie. 19 clubs seulement s'engagent dans cette édition dont la finale, disputée le 26 avril 1942, est remportée par l'Union sportive de Ferryville (4-1) contre l'Union sportive de Béja, avec deux buts de Montella[Qui ?] et un de Cros[Qui ?] et Kalfon[Qui ?] pour Ferryville et un de Balland[Qui ?] pour Béja.
En 1945, la coupe disputée avant la reprise du championnat est remportée par l'Olympique de Tunis qui bat l'ES à l'issue de deux matchs (0-0 et 1-0) sur un but de Pierre Perez. Les vainqueurs sont They[Qui ?] - Sylvestre[Qui ?], Heller[Qui ?] - Covès[Qui ?], Abdessalem[Qui ?], Mosbah[Qui ?] - Khelifa[Qui ?], Larbi Ben Hassine, Bouraoui[Qui ?], Pierre Perez et Barsotti[Qui ?]. La dix-huitième édition de la coupe, jouée en 1946, sourit au Patrie Football Club bizertin (PFCB) qui bat l'ESS qui avait pourtant écarté le Club sportif de Hammam Lif constitué pour dominer la compétition et l'Association sportive française qui avait pris le relais de plusieurs formations comme le Racing, le Sporting, etc. Le PFCB l'emporte (3-1) grâce à trois buts de Barthélémy Gallard, contre un but pour Habib Mougou. Les finalistes sont Greck[Qui ?] - Rizzo[Qui ?], Borelli[Qui ?] - Compiano[Qui ?], Salah[Qui ?], Lombardo[Qui ?] - Grandgel[Qui ?], Palumbo[Qui ?], Barthélémy Gallard, Marty[Qui ?] et Vignes[Qui ?] (PFCB) contre Aleya Douik - Bouraoui Lamti, Abdessalem Mougou - Slaïem Belhaj Ali, Abdelhamid Blal, Rachid Sehili - Tijani Ben Youssef, Abdallah Ghomrasni, Salah Bellaouer, Habib Mougou et Ali Driss (ESS).
La dix-neuvième édition de la coupe, disputée le 4 mai 1947 est marquée par un fait rarissime, la victoire d'un club évoluant alors en cinquième division, le Club sportif de Hammam Lif (CSHL) qui était la formation la plus forte du pays mais devait gravir régulièrement les échelons. Il bat l'ES (2-1) sur des buts de Hamadi Klouz et Mejri Henia pour le CSHL et de Taïeb Belhaj Ali pour l'EST. Les vainqueurs sont Abdelhafidh Bazine - Hammoudi[Qui ?], Hamadi Kaouech - Achour[Qui ?], Ahmed Azzouna (Hammouda), Mohamed Boussetta - Mongi Afchar, Tijani[Qui ?], Salvo Luccia, Hamadi Klouz et Mejri Henia. La vingtième édition, celle de 1948, est remportée également par le CSHL, encore divisionnaire évoluant en quatrième division. Sa victime est le PFCB, battu sur un score de 2-0 (buts de Mustapha Mennaoui et Abdelaziz Ben Tifour). La formation victorieuse est composée d'Abdelhafidh Bazine - Mustapha Ben Tifour, Ahmed Azzouna (Hammouda) - Hammoudi, Omar[Qui ?], Mohamed Boussetta - Mustapha Bsaïes, Mustapha Mennaoui, Abdelaziz Ben Tifour, Benbatouche[Qui ?] et Mejri Henia. Continuant sur sa lancée, le CSHL, cette fois en troisième division, remporte la vingt-et-unième édition de la coupe disputée en 1949, au détriment du champion de Tunisie de la saison, le Club athlétique bizertin (CAB), sur un score de 1-0 (but de Mustapha Mennaoui). Les vainqueurs sont Abdelhafidh Bazine - Mustapha Ben Tifour, Ahmed Azzouna (Hammouda) - Hammoudi, Aissa Barka, Tijani - Dameron[Qui ?], Mustapha Mennaoui, Ali Zegouzi, Salvo Luccia et Mejri Henia.
La vingt-deuxième édition jouée en 1950 permet au CSHL, champion incontesté de la deuxième division, de battre le champion de Tunisie de la saison, l'ESS, sur un score de 3-0 (buts de Mustapha Bsaïes, Ali Ben Jeddou et Fanfan Cassar). L'équipe victorieuse est la suivante : Abdelhafidh Bazine - Ahmed Azzouna (Hammouda), Compiano - Mustapha Mennaoui (Askri), Aissa Barka, Gaëtano Chiarenza - Fanfan Cassar, Brahim[Qui ?], Ali Ben Jeddou, Mustapha Bsaïes et Mejri Henia.
Enfin, en division nationale, le CSHL s'octroie le doublé en ajoutant la coupe au championnat, à l'issue de la finale disputée le 6 mai 1951 contre le CAB et qui se termine sur un score de 2-0 (buts de Mejri Henia à la 44e minute et d'Aissa Barka à la 84e). Les lauréats de la coupe sont Abdelhafidh Bazine - Ahmed Azzouna (Hammouda), Diego Luccia - Mustapha Mennaoui (Askri), Aissa Barka, Gaëtano Chiarenza - Mustapha Bsaïes, Ali Zegouzi, Abdessalem Kraïem, Salvo Luccia et Mejri Henia.
Après l'arrêt des compétitions pendant deux saisons, à la suite du déclenchement de la révolte du 18 janvier 1952, la coupe reprend avec la vingt-troisième édition disputée en 1953-1954 et qui correspond à la sixième coupe consécutive du CSHL, obtenue contre l'ESS (1-0) sur un but de Fanfan Cassar. L'équipe victorieuse est composée d'Abdelhafidh Bazine - Ahmed Azzouna (Hammouda), Compiano - Mustapha Mennaoui (Askri), Hassen Chabri, Gaëtano Chiarenza - Mustapha Chennoufi, Ahmed Azzouz, Ali Ben Jeddou, Fanfan Cassar et Amor Laâfif. La vingt-cinquième et dernière finale de la coupe de Tunisie avant l'indépendance a lieu le 1er mai 1955. Le CSHL remporte sa septième coupe en battant le Sfax railway sport (2-1) sur des buts de Mejri Henia et Abdelkrim Rebih (alias Krimo) sur corner direct pour le CSHL et de Vincent Compagno pour Sfax. Les vainqueurs sont Abdessalem Kraïem - Ahmed Azzouna (Hammouda), Abdelaziz Zouari - Mustapha Mennaoui (Askri), Chabri, Gaëtano Chiarenza - Moncef Klibi, Noureddine Ben Ismail (Didine), Abdelkrim Rebih (Krimo), Ali Ben Jeddou et Mejri Henia.

## Résultats et statistiques

### Résultats des finales
Le palmarès de cette compétition d'avant l'indépendance du pays est reconnu par la Fédération tunisienne de football, tout comme les compétitions de la Ligue de Tunisie.
| no | Saison | Date               | Vainqueur          | Score              | Finaliste                             | Stade                    | Ref.               |
| -- | ------ | ------------------ | ------------------ | ------------------ | ------------------------------------- | ------------------------ | ------------------ |
| 1  | 1923   | 27 mai 1923        | Avant-garde        | 1–0                | Racing Club                           |                          | [ 6 ]              |
| 2  | 1924   | 30 mars 1924       | Racing Club        | 2–1                | Sporting Club de Ferryville           |                          | [ 7 ]              |
| 3  | 1925   | 29 mars 1925       | Stade gaulois      | 2–0                | Sporting Club                         |                          | [ 8 ]              |
| 4  | 1926   | 14 mars 1926       | Racing Club        | 2–1                | Football Club de Bizerte              | Vélodrome du Belvédère   | [ 9 ]              |
| 5  | 1927   | 13 février 1927    | Stade gaulois      | 2–0                | Sporting Club                         | Vélodrome du Belvédère   | [ 10 ]             |
| —  | 1928   | Pas de compétition | Pas de compétition | Pas de compétition | Pas de compétition                    | Pas de compétition       | Pas de compétition |
| —  | 1929   | Pas de compétition | Pas de compétition | Pas de compétition | Pas de compétition                    | Pas de compétition       | Pas de compétition |
| 6  | 1930   | 24 mai 1930        | US Tunisienne      | 2–1                | Sporting Club                         | Vélodrome du Belvédère   | [ 11 ]             |
| 7  | 1931   | 1931               | US Tunisienne      | Championnat        | Métlaoui Sports / US Béja             | Vélodrome du Belvédère   | [ 12 ]             |
| 8  | 1932   | 1932               | Racing Club        | 1–1 (5–0 rej)      | Sporting Club                         | Vélodrome du Belvédère   | [ 13 ]             |
| 9  | 1933   | 7 mai 1933         | US Tunisienne      | 2–1 (a. p.)        | Stade gaulois                         | Vélodrome du Belvédère   | [ 14 ]             |
| 10 | 1934   | 1934               | US Tunisienne      | 1–1 (2–1 rej)      | Vaillante-Sporting Club de Ferryville | Vélodrome du Belvédère   | [ 15 ]             |
| 11 | 1935   | 1935               | US Tunisienne      | 3–0                | Sporting Club de Tunis                | Vélodrome du Belvédère   | [ 16 ]             |
| 12 | 1936   | 14 juin 1936       | Italia de Tunis    | 1–0                | Jeunesse de Hammam Lif                | Stade municipal de Tunis | [ 17 ]             |
| 13 | 1937   | 9 mai 1937         | Stade gaulois      | 1–0                | Espérance sportive                    | Stade municipal de Tunis | [ 18 ]             |
| 14 | 1938   | 9 mai-15 mai 1938  | Sporting Club      | 0–0 (2–0 rej)      | Racing Club                           | Stade municipal de Tunis | [ 19 ]             |
| 15 | 1939   | 28 mai 1939        | Espérance sportive | 4–1                | Étoile du Sahel                       | Stade municipal de Tunis | [ 20 ]             |
| —  | 1930   | Pas de compétition | Pas de compétition | Pas de compétition | Pas de compétition                    | Pas de compétition       | Pas de compétition |
| —  | 1941   | Pas de compétition | Pas de compétition | Pas de compétition | Pas de compétition                    | Pas de compétition       | Pas de compétition |
| 16 | 1942   | 28 avril 1942      | US Ferryville      | 4–1                | US Béja                               | Vélodrome du Belvédère   | [ 21 ]             |
| —  | 1943   | Pas de compétition | Pas de compétition | Pas de compétition | Pas de compétition                    | Pas de compétition       | Pas de compétition |
| —  | 1944   | Pas de compétition | Pas de compétition | Pas de compétition | Pas de compétition                    | Pas de compétition       | Pas de compétition |
| 17 | 1945   | 1945               | Olympique de Tunis | 0–0 (1–0 rej)      | Espérance sportive                    | Vélodrome du Belvédère   | [ 22 ]             |
| 18 | 1946   | 1946               | PFC Bizerte        | 3–1                | Étoile du Sahel                       |                          | [ 23 ]             |
| 19 | 1947   | 4 mai 1947         | CS Hammam Lif      | 2–1                | Espérance sportive                    |                          | [ 24 ]             |
| 20 | 1948   | 1948               | CS Hammam Lif      | 2–0                | PFC Bizerte                           | Stade Géo-André          | [ 25 ]             |
| 21 | 1949   | 1949               | CS Hammam Lif      | 1–0                | CA Bizerte                            | Stade Géo-André          | [ 26 ]             |
| 22 | 1950   | 1950               | CS Hammam Lif      | 3–0                | Étoile du Sahel                       | Stade Géo-André          | [ 27 ]             |
| 23 | 1951   | 6 mai 1951         | CS Hammam Lif      | 2–0                | CA Bizerte                            | Stade Géo-André          | [ 28 ]             |
| —  | 1952   | Pas de compétition | Pas de compétition | Pas de compétition | Pas de compétition                    | Pas de compétition       | Pas de compétition |
| —  | 1953   | Pas de compétition | Pas de compétition | Pas de compétition | Pas de compétition                    | Pas de compétition       | Pas de compétition |
| 24 | 1954   | 1954               | CS Hammam Lif      | 1–0                | Étoile du Sahel                       | Stade Géo-André          | [ 29 ]             |
| 25 | 1955   | 1er mai 1955       | CS Hammam Lif      | 2–1                | Sfax railway sport                    | Stade Géo-André          | [ 30 ]             |

### Palmarès détaillé
- 1922-1923 : Avant-garde de Tunis
- 1923-1924 : Racing Club de Tunis
- 1924-1925 : Stade gaulois
- 1925-1926 : Sporting Club de Tunis
- 1926-1927 : Stade gaulois
- 1927-1928 : Aucune compétition
- 1928-1929 : Aucune compétition
- 1929-1930 : Union sportive tunisienne
- 1930-1931 : Union sportive tunisienne
- 1931-1932 : Racing Club de Tunis
- 1932-1933 : Union sportive tunisienne
- 1933-1934 : Union sportive tunisienne
- 1934-1935 : Union sportive tunisienne
- 1935-1936 : Italia de Tunis
- 1936-1937 : Stade gaulois
- 1937-1938 : Sporting Club de Tunis
- 1938-1939 : Espérance sportive
- 1939-1940 : Aucune compétition
- 1940-1941 : Aucune compétition
- 1941-1942 : Union sportive de Ferryville
- 1942-1943 : Aucune compétition
- 1943-1944 : Aucune compétition
- 1944-1945 : Olympique de Tunis
- 1945-1946 : Patrie Football Club bizertin
- 1946-1947 : Club sportif de Hammam Lif
- 1947-1948 : Club sportif de Hammam Lif
- 1948-1949 : Club sportif de Hammam Lif
- 1949-1950 : Club sportif de Hammam Lif
- 1950-1951 : Club sportif de Hammam Lif
- 1951-1952 : Aucune compétition
- 1952-1953 : Aucune compétition
- 1953-1954 : Club sportif de Hammam Lif
- 1954-1955 : Club sportif de Hammam Lif

### Bilan par club
| Club                          | Titres | Années                                   |
| ----------------------------- | ------ | ---------------------------------------- |
| Club sportif de Hammam Lif    | 7      | 1947, 1948, 1949, 1950, 1951, 1954, 1955 |
| Union sportive tunisienne     | 5      | 1930, 1931, 1933, 1934, 1935             |
| Stade gaulois                 | 3      | 1925, 1927, 1937                         |
| Sporting Club de Tunis        | 2      | 1926, 1939                               |
| Racing Club de Tunis          | 2      | 1924, 1932                               |
| Patrie Football Club bizertin | 1      | 1946                                     |
| Olympique de Tunis            | 1      | 1945                                     |
| Union sportive de Ferryville  | 1      | 1942                                     |
| Espérance sportive            | 1      | 1939                                     |
| Italia de Tunis               | 1      | 1936                                     |
| Avant-garde de Tunis          | 1      | 1923                                     |